# TV Centro América Sul
TV Centro América Sul é uma emissora de televisão brasileira sediada em Rondonópolis, cidade do estado de Mato Grosso. Opera no canal 12 (36 UHF digital) e é afiliada à Rede Globo. Pertence à Rede Matogrossense de Televisão além de gerar programação local é uma das redes de transmissão regionais da TV Centro América, que tem a central localizada em Cuiabá.

## História
Entrou no ar em 1989 com o nome de TV Centro América, umas das primeiras TVs na cidade, para substituir a retransmissora da Rede Globo que estava no ar há anos. Na época, a principal concorrente TV Rondon já estava no ar como afiliada à Manchete. Nos anos seguintes, a TV ganha novas concorrentes, sem tirarem a liderança na audiência local.
Em 11 de maio de 2015, por determinação da ANATEL, depois de mais de 25 anos no Canal 10, a emissora trocou de canal, passando para o canal 12, até então usada como retransmissão de rede. No mesmo dia, colocou no ar o canal UHF digital (12.1 Virtual), sintonizado no no canal 36.
Em 10 de outubro do mesmo ano, a emissora muda seu nome para TV Centro América Sul e passa a ser geradora de sinal para 33 municípios da região sul de Mato Grosso incluindo Primavera do Leste, Água Boa, Comodoro, Itiquira, Jaciara, Paranatinga, entre outros, até então servidas pela geradora TV Centro América.

## Sinal digital
| Canal virtual | Canal digital | Proporção de tela | Programação                                            |
| ------------- | ------------- | ----------------- | ------------------------------------------------------ |
| 12.1          | 36 UHF        | 1080i             | Programação principal da TV Centro América Sul / Globo |

Transição para o sinal digital
Com base no decreto federal de transição das emissoras de TV brasileiras do sinal analógico para o digital, a TV Centro América Sul, bem como as outras emissoras de Rondonópolis, cessou suas transmissões pelo canal 12 VHF em 17 de dezembro de 2018, seguindo o cronograma oficial da ANATEL.

## Programas
Além de retransmitir a programação nacional da TV Globo e estadual da TV Centro América, atualmente a TV Centro América Sul produz e exibe os seguintes programas:
- Bom Dia Região: Telejornal, com Maycon Araújo;
- MTTV 1.ª edição: Telejornal, com Márcio Falcão

## Retransmissoras
- Água Boa (MT) canal  08 VHF
- Alto Araguaia (MT)
- Alto Garças (MT) canal 02 VHF / 35 UHF
- Alto Taquari (MT)
- Araguaiana (MT)
- Araguainha (MT)
- Campinápolis (MT)
- Campo Verde (MT) canal 31 VHF
- Canarana (MT)
- Dom Aquino (MT) canal  9 VHF
- General Carneiro (MT)
- Guiratinga (MT)
- Itiquira (MT)   Canal 07 VHF
- Jaciara (MT)
- Juscimeira (MT)
- Nova Brasilândia (MT)
- Nova Nazaré (MT)
- Nova Xavantina (MT)
- Paranatinga (MT)   Canal  10 VHF
- Pedra Preta (MT)
- Planalto da Serra (MT)
- Pontal do Araguaia (MT)
- Ponte Branca (MT)
- Poxoréo (MT) Canal 09 VHF
- Primavera do Leste (MT) Canal 13 VHF
- Ribeirãozinho (MT)
- Rondonópolis (MT) canal 12 VHF
- Santo Antônio do Leste (MT
- São José do Povo (MT)
- São Pedro da Cipa (MT)
- Tesouro (MT)
- Torixoréu (MT)